# Aurpèira
Aurpèira (en francès Orpierre) és un municipi francès situat al departament dels Alts Alps i a la regió de Provença – Alps – Costa Blava.

## Demografia
| 1836                                       | 1962 | 1968 | 1975 | 1982 | 1990 | 1999 | 2006 | 2016 |
| ------------------------------------------ | ---- | ---- | ---- | ---- | ---- | ---- | ---- | ---- |
| 966                                        | 231  | 258  | 257  | 275  | 335  | 256  | 318  | 352  |
| Des de 1962: població sense dobles comptes |      |      |      |      |      |      |      |      |

## Administració
| Període   | Identitat          | Partit   |
| --------- | ------------------ | -------- |
| 2001-2020 | Julie Ravel        | Esquèrra |
| 2020-     | Gilles Cremillieux |          |